# 修羅の門
『修羅の門』（しゅらのもん）は、川原正敏による日本の漫画作品。千年に渡り不敗を誇るとされる架空の古武術・陸奥圓明流の継承者である陸奥九十九（むつ つくも）を主人公とし、陸奥圓明流が地上最強である事を証明するため、彼が様々な強敵達と闘う様を描く格闘漫画。
『月刊少年マガジン』（講談社）に於いて1987年5月号から1996年12月号まで連載の後に長期休載。2010年11月号より『修羅の門 第弐門』（しゅらのもん だいにもん）として連載を再開し、2015年7月号を以て完結した。
1990年、第14回講談社漫画賞少年部門受賞作。2010年8月時点で累計発行部数は3000万部を突破している。

## 連載経緯
前作『あした青空』において描かれた格闘シーンが好評を得た事により、連載終了後に改めて格闘漫画を描く事を編集部から打診され、本作が制作される運びとなった。日本を舞台に第一部で実戦空手との対戦、第二部で異種格闘技大会を描いた後、第三部では舞台をアメリカに移しプロボクシングへの挑戦、第四部ではブラジルに舞台を移して世界規模での総合格闘技大会を描いている。
しかし第四部を連載中、ストーリーの展開や描写に読者から否定的な意見が多く寄せられた（後述）。この反応に川原は落胆し、第四部完結をもって無期限の連載休止とする事を発表。第31巻の巻末でその顛末や、川原自らの心境が綴られている。川原の弁によると、陸奥圓明流という「人殺しの技」の使い手を敢えて主人公として描き、人を守るための活人拳に対するアンチテーゼに据えて様々な疑問を提唱する事が本作の主題だったという。しかし第四部終盤（後述）の描写について「殺人を実行出来る人間こそが強者であるという理屈は間違っており、そのような描写は控えるべきだ」という旨の投書が届き、川原は「10年以上同じテーマを描き続けてきたのに、それでも伝わらなかったのか」と愕然とし、筆を置く決心をしたと述べている。
この後、川原は休筆中に受けたインタビュー内で「何だか疲れてしまった。格闘技について自分が描きたい事は大体描いたし、『修羅の門』は自分の中のものを出し尽くした感がある」と語るなど連載再開について消極的とも取れる発言をしている。その後『海皇紀』が好評を受け長期連載となり、『修羅の門』は事実上完結した作品として認知される様になった。
しかし川原が抱いていた読者に対する責任感と、『海皇紀』内で格闘を描いた事によって再び人間対人間のぶつかり合いを描ける様に感じた事から、『海皇紀』終了後に第四部終了から14年を経て連載を再開する事が決定された。連載再開は『修羅の門 第弐門』と改題の上で行われ、また現実で過ぎた14年と作品内の時間がダイレクトに繋がらない事を考慮して第四部の直接の続きとはせず、4部終了時の約3年後から再開している。

## 評価
1990年（平成2年）に、川原は本作で第14回講談社漫画賞少年部門を受賞している。
同じく格闘漫画を執筆している板垣恵介は、第四部について「グレイシー柔術を食い散らかさず、骨まで残さない描き方をしていて感激した」とその内容を絶賛している。

## 初出・収録
初出はいずれも講談社の『月刊少年マガジン』。
第一編となる「修羅の門」は全四部で構成されており、1987年5月号から1996年12月号まで連載された。この間に川原は『週刊少年マガジン』（講談社）で「ヒーロー」の連載を本作と並行して行う等様々な作品を発表しており、1989年以降は本作の外伝「修羅の刻」を、本作との同時掲載や本作を休載しての連載等の形によって同じく『月刊少年マガジン』誌上で並行して断続的に発表している。
第四部終了後、『修羅の門』は再開未定の形で連載を休止し、「修羅の刻 源義経編」の連載を経て13年に及ぶ長期連載となった「海皇紀」の連載が開始される。そして「海皇紀」完結と同年の2010年11月号より、「修羅の門 第弐門」と改題し連載が再開された。「第弐門」開始の翌月からは、川原が原作を担当した本作の異伝サッカー漫画「ふでかげ」が、飛永宏之の作画によって同じく『月刊少年マガジン』誌上で隔月で連載を開始し、本作との同時連載となっている。
単行本は〈講談社コミックス月刊マガジン (KCGM) 〉より『修羅の門』が全31巻、『修羅の門 第弐門』が全18巻発行されている。また『修羅の門』は講談社漫画文庫より文庫版が全15巻刊行されている。（各巻の書誌情報については#書誌情報を参照。）

### 部別の掲載時期一覧
- 2011年9月現在。
- 収録巻はKCGM版単行本への収録を示す
  - 壱：『修羅の門』
  - 弐：『修羅の門 第弐門』
- 同時期に発表された作品の内『月刊少年マガジン』に掲載された作品については以下の形で掲載方法を略記する。
  - 同時：「修羅の門」と同時掲載
  - 休載：「修羅の門」を休載し該当作品を掲載

| タイトルと部            | タイトルと部                | 対応話                      | 話数                        | 掲載号                                      | 収録巻    | 同時期に発表された作品・備考 |
| ----------------------- | --------------------------- | --------------------------- | --------------------------- | ------------------------------------------- | --------- | --- |
| 修羅の門                | 第一部                      | 第一話 - 第十話             | 10                          | 1987年5月号 - 1988年2月号                   | 壱1 - 3   | - 「エンジェル」『フレッシュマガジン』1988年ニューイヤー増刊号 |
| 修羅の門                | 第二部                      | 第十一話 - 第三十九話       | 29                          | 1988年3月号 - 1990年7月号                   | 壱3 - 10  | - 「ヒーロー」『週刊少年マガジン』1988年42号 - 1989年1・2号（並行連載） - 「修羅の刻 宮本武蔵編」1989年7月号、1990年1月号・2月号（同時） |
| 修羅の門                | 修羅の刻 風雲幕末編（前半） | 修羅の刻 風雲幕末編（前半） | 修羅の刻 風雲幕末編（前半） | 1990年8月号・9月号                          | —         | 「修羅の門」一時休載 |
| 修羅の門                | 第三部                      | 第四十話 - 第七十四話       | 35                          | 1990年10月号 - 1993年10月号                 | 壱11 - 21 | - 「修羅の刻 風雲幕末編」（後半）1991年8月号（同時）・9月号（休載） - 「疾風のマウンド」1992年6月号（同時、作画：きむらみつお） - 「修羅の刻 アメリカ西部編」1992年10月号（休載） - 「夢の球譜」『マガジンGREAT』1992年9月号（作画：きむらみつお） |
| 修羅の門                | 修羅の刻 寛永御前試合編     | 修羅の刻 寛永御前試合編     | 修羅の刻 寛永御前試合編     | 1993年11月号 - 1994年3月号                  | —         | 「修羅の門」一時休載 |
| 修羅の門                | 第四部                      | 第七十五話 - 第百五話       | 31                          | 1994年4月号 - 1996年12月号                  | 壱21 - 31 | |
| 修羅の刻 源義経編       | 修羅の刻 源義経編           | 修羅の刻 源義経編           | 修羅の刻 源義経編           | 1997年1月号 - 12月号                        | —         | 「修羅の門」無期限休載 |
| 海皇紀                  | 海皇紀                      | 海皇紀                      | 海皇紀                      | 1998年3月号 - 2010年8月号（休載期間を含む） | —         | 「修羅の門」無期限休載 |
| 修羅の刻 織田信長編     | 修羅の刻 織田信長編         | 修羅の刻 織田信長編         | 修羅の刻 織田信長編         | 2001年9月号 - 2002年4月号                   | —         | 「修羅の門」無期限休載 |
| 修羅の刻 西郷四郎編     | 修羅の刻 西郷四郎編         | 修羅の刻 西郷四郎編         | 修羅の刻 西郷四郎編         | 2003年10月号 - 2003年11月号                 | —         | 「修羅の門」無期限休載 |
| 修羅の刻 雷電爲右衞門編 | 修羅の刻 雷電爲右衞門編     | 修羅の刻 雷電爲右衞門編     | 修羅の刻 雷電爲右衞門編     | 2005年9月号 - 2005年11月号                  | —         | 「修羅の門」無期限休載 |
| 修羅の門 第弐門         | 修羅の門 第弐門             | 第一話 - 連載完             | ー                          | 2010年11月号 - 2015年7月号                  | 弐1 - 18  | - 「ふでかげ」2010年12月号 - 2014年12月号（隔月同時、作画：飛永宏之） |
| 修羅の刻 昭和編         | 修羅の刻 昭和編             | 修羅の刻 昭和編             | 修羅の刻 昭和編             |                                             | —         | |

## あらすじ

### 修羅の門
第一部
千年不敗を誇る古武術・陸奥圓明流の使い手である陸奥九十九は、「神武館をぶっ倒してこい」という祖父の言葉により上京し、実戦空手の総本山である神武館の本部道場へと向かおうとする。その途中道に迷い、偶然通り掛かった神武館館長の孫娘・龍造寺舞子に声を掛け道場へと案内してもらう。
九十九が道場へと到着すると、そこでは道場破りの毅波秀明が看板を持ち帰ろうとしていた。実力差を痛感しながらも武門の娘として毅波と闘おうとする舞子を下がらせ、九十九は毅波と闘い勝利する。そしてその場に現れた神武館館長龍造寺徹心に祖父の手紙を渡してその意を伝え、道場に居候を始める。
九十九を快く思わない、神武館No.5の木村は100人掛かりで九十九と闘うが敗北。この噂を聞き付けた神武館の四強・四鬼竜が全国から本部道場へと集まった。九十九は四鬼竜の3人までを連戦で倒すが、舞子の制止に従い四鬼竜筆頭の海堂晃との闘いを延期する。海堂はこの間に、九十九が陣雷戦で見せた無空波と思われる技を回避するための修練を積み、九十九に挑む。彼は実戦に於いても陣雷戦と同じ技をかわすも、それは無空波ではなく虎砲という別の技であり、真の無空波を放った九十九に敗れる。
第二部
九十九は様々な有名格闘団体に道場破りを仕掛けて日本格闘技界全体に喧嘩を売り、その意を汲んだ徹心が全日本異種格闘技選手権を開催する。そして九十九の道場破りによって火を着けられた各種格闘技界の猛者達が、選手権へと参加する。
キックボクサーの竹海直人・シュートボクサーの羽山悟・プロレスラーの飛田高明・神武館と列ぶ実戦空手の一大流派鬼道館のNo.1片山右京といずれも優勝候補とされる人物を軒並み倒し、九十九は決勝へ進む。九十九との決戦の相手を決める準決勝で、陸奥圓明流の分派である不破圓明流の継承者不破北斗に敗れた徹心は、陸奥に勝利する夢を海堂に託す。
圓明流同士の闘いとなった決勝は、陸奥には無いという不破の奥義・神威によって九十九は一度倒れるが再起、末に歴代の陸奥が誰一人として使えなかった奥義の上に位置する秘技・四門を使い、不破北斗の息の根を止める。
第三部
全日本異種格闘技選手権での優勝後、人知れず日本から姿を消した九十九は、ハワイでヘヴィ級プロボクサーアリオス・キルレインの試合を観戦し、彼と闘うためにアメリカ合衆国本土へと渡る。九十九はニューヨークのジムへと乗り込み対決を申し込むが、アリオスは「ボクサーでない男と闘う気はない」と断る。アリオスと闘うため、九十九はプロボクサーとしてヘヴィ級のリングへ上がる事を決意する。
全日本異種格闘技選手権で知り合ったフランク・クラウザーの紹介でテディ・ビンセントをトレーナーとした九十九はボクシングのルール中で陸奥圓明流を用いて戦績を積み、シューレスニンジャボーイと渾名される様になる。そしてアリオスも参戦するヘヴィ級王座統一トーナメントに参戦する機会を得、決勝でアリオスを倒し日本人初・史上最年少最軽量の統一ヘヴィ級チャンピオンとなる。
第四部
ヘヴィ級王座を得た翌日返上した九十九は日本を発つ際の祖父の言葉に従い、コンデ・コマの業を受け継ぐ者との決着を着けるため、先祖の恩を返すためにと九十九に付き従うインディアンのジルコォー・マッイイツォと共にブラジルへと向かう。九十九はコンデ・コマの業を受け継ぐ者の行方を知る人物としてグラシエーロ柔術の長老ビクトル・グラシエーロを訪ねるが、ビクトルはその質問に答えずにグラシエーロ家主催の格闘大会ヴァーリ・トゥードに参戦する事を九十九に求める。
九十九はカポエラ使い・元力士・傭兵と様々な相手に勝利を続け、準決勝で神武館南米王者イグナシオ・ダ・シルバを破り決勝へと進む。グラシエーロ家の長男レオンとの死闘に、九十九は両腕が使えない状態となるが、四門の1つ玄武を使い致命傷を与える。玄武を受けてなお勝利を得ようとするレオンに九十九も最後まで死力を尽くし、レオンの息の根を止めて九十九が優勝する。
大会後、ビクトルよりコンデ・コマの業を受け継ぐ者がケンシン・マエダである事を聞いた九十九は、ケンシンのいるコロンビアの戦場を目指してブラジルを発つ。

### 修羅の門 第弐門
ヴァーリ・トゥードを制覇し、ケンシン・マエダとの一戦のため
に九十九がコロンビアの紛争地帯に向かってから3年近い月日が流れた。
あれから九十九は一切の消息を絶ち、周囲も安否すら確かめられないままに月日を過ごしていた。次々と新しい世代の格闘家達や大会が現れ、何時しか九十九の名を知る者も限られる様になっていた。そんな九十九不在の中、日本で開催されていた総合格闘技大会「兵（つわもの）」に圓明流の技を使う覆面格闘家唵が登場、九十九の再来ではないかとの噂が立つ。
同じころ、街中で九十九と共に消息を絶っていたマッイイツォを見つけた舞子は九十九の行方を尋ね、九十九は既に日本に戻っているが「行方不明となっている」と知らされる。舞子達は唵が九十九ではないと感じながらも確信を持てず、唵とプロレスラー宮本翔馬の試合観戦に向かう。宮本の入場コールにも関わらず、唵に似た覆面の選手が入場してくるが、その正体は宮本ではなく、山田という正体不明の男性の暗躍により現れた九十九であった。
九十九は唵の元々の対戦相手である宮本を下し、続いて唵の正体であった毅波秀明をも破って、陸奥圓明流の不敗神話が今もまだ続いていた事を世に知らしめる。次は「兵」王者ミカエル・ビーゴルストかと思われたが、ビーゴルストは台湾からやって来たルゥ・フォン・シェンに敗れる。ルゥ・フォン・シェンは台湾の暗殺者一族「呂家」の1人であった。呂家のルゥ・フォン・シェンをリング上で、ルゥ・ズ・ミィンをリング外で破った九十九は、アメリカの格闘団体TSFと「兵」とで繰り広げられるトーナメント戦「THE APEX」に参戦する。その初戦でTSF王者ヴォーダン・ファン・デル・ボルトを破り、決勝戦で呂家のジャン・ズ・ヤと闘う。決勝戦でケンシン・マエダとの一戦の記憶が蘇り、自身=陸奥圓明流が未だ不敗である事を思い出した九十九は四門を開き四神・青龍によってジャン・ズ・ヤを打ち倒す。
「THE APEX」終了後、「兵」主宰者・羽生つばさは九十九を別荘で養生させると共に、アメリカで武者修行を続けていた海堂晃を招待。舞子や龍造寺徹心、片山右京、山田らを観戦者として、再戦の約束が果たされる。

## 登場人物

### 主要人物
陸奥 九十九（むつ つくも）
本作の主人公。千年もの間不敗を誇る古武術・陸奥圓明流の伝承者。年齢は初登場時17歳。祖父の真玄から神武館への道場破りを命じられ訪問するも頓挫。寮に居候するようになり、程なくして格闘技界の風雲児と目される様になる。
金や権威などの世俗的な欲望には興味を示さず、周囲の人物を呆れさせる事もしばしば。それにも関わらず表舞台へ姿を現したのは、陸奥圓明流が地上最強である事を証明し、自らの代で「人殺しの技」圓明流を終わらせるためであった。
格闘家としては小柄な体格ながら超人的な身体能力を誇り、技量に於いても打投極と全てに於いて専門家を凌駕する実力を持つ。
神武館の四鬼竜を倒した後、全日本異種格闘技選手権を制覇。その後は一時行方不明になるが、渡米し、アリオス・キルレインと闘うためにプロボクシング界に挑み、ヘヴィ級の統一王者トーナメントへ出場、優勝を果たす。統一王者の座は即座に返上、前田光世の業を受け継ぐ者と闘うためブラジルへ渡る。成り行きで参戦したヴァーリ・トゥード大会も強敵達との死闘を勝ち抜き、優勝した。
ヴァーリ・トゥード大会後、ケンシン・マエダと闘い、生死を彷徨う程の重傷を負い、その記憶を喪失する。そのため「陸奥圓明流不敗の伝説」が継続中なのか途絶えたのか判らず、「壊れた」状態になる。3年を経て、九十九を模した者が総合格闘技大会「兵」に参戦する事を聞き、これに参戦。総合格闘技の強者達や、陸奥や不破の様な台湾の暗殺一族「呂家」の精鋭達と闘う。
好き嫌い無く何でも食べる健啖家。恋愛には疎く女心への理解に乏しいが、第二部以降は舞子からの想いに対してはある程度配慮している様子が見られる。
龍造寺 舞子（りゅうぞうじ まいこ）
本作のヒロインで初登場時は高校生。神武館館長・徹心の孫娘。自身も中学生時には神武館女子部全国大会で優勝しており、神武館本部道場で子供に空手を教えている。細い目をした独特の顔立ち（九十九曰く「糸目」）が特徴の龍造寺家では珍しく、ぱっちりとした目の美形。これについては九十九も認めており、「飯を作るのも上手いし、美人だから嫁の貰い手には困らないだろう」と評している。
当初は九十九の自らの命すら顧みない闘いへの拘りを理解出来ず苦悩していたが、不破戦を切っ掛けに九十九の生き様を傍らで見守る様になる。かつてない窮地に立たされたアリオス戦でも、唯一舞子だけが「あの世界一の馬鹿が負ける訳がない」と九十九の勝利を信じ続けた。

### 第一部
龍造寺 徹心（りゅうぞうじ てっしん）
実戦空手の一大流派である神武館の館長であり、「生ける武神」と呼ばれる実戦空手界の総帥。
青年時代は「空手界の麒麟児」と称される伝統派空手の雄だったが、九十九の祖父・真玄と対峙、互角の闘いを繰り広げるも無空波を受け敗北。これをき切っ掛けに寸止め空手と決別、実戦派空手の流派・神武館を立ち上げる。60歳を過ぎた現在も打倒圓明流を目指して鍛錬を続けており、真玄やクラウザーの目からも殆ど衰えが見られない程の体力を維持している。圓明流破りとして開発した徹心スペシャルを始め、圓明流の技である葛落としまで使いこなす。
一見すると穏やかな好々爺だが、内実は荒々しく好戦的な性格の人物。不破戦に至るまで弟子達には本性を隠し通していた。
海堂 晃（かいどう あきら）
神武館の空手家。全国大会の優勝者であり、神武館の四強・「四鬼竜」の筆頭に数えられている。長身で蹴り技を得意とする。
双龍脚を初めとする数々の華麗なテクニックを誇り、「天才」という事実にどの様な言葉も色褪せるため、他の四鬼竜とは異なり特定の渾名を持たない。落ち着きがある理性的な性格で、若くして神武館では尊敬を集めるリーダー的立場にある。
四鬼竜最後の一人として九十九に闘いを挑み、無空波とみなしていた虎砲を破る（かわす）ことに成功したものの、その後繰り出された真の無空波を食らい敗れる。この時の負傷から全日本異種格闘技選手権への出場を見送り、大会後は徹心と共に山に篭り修行に明け暮れている。
徹心の本性を知る数少ない弟子の一人。その一方で師である徹心からは「その気になればどんな汚い手でも躊躇無く使える男」と評されている。
陣雷 浩一（じんらい こういち）
四鬼竜の1人。ローキックが得意技で、ラフファイトも辞さない激しいファイトスタイルから「ローキックの鬼」「ハリケーンソルジャー」等の異名を持つ。
四鬼竜の中で初めて九十九に本気を出させた実力者であり、一時は目突きで視界を奪い優位に立つが虎砲を受け敗北。脇腹が拳大に陥没するほどの重傷を負い、全日本異種格闘技選手権は欠場した。
普段は礼儀正しく情に厚い好青年であり、全日本異種格闘技選手権では神武館所属でありながら事実上九十九の世話役を務め、決勝ではセコンドにも付いている。
プロボクシング編以降は専ら解説役に回っているが、格闘技の知識は意外な豊富で幅広い。

### 第二部
片山 右京（かたやま うきょう）
神武館と列ぶ一大流派・鬼道館所属の空手家。全日本鬼道杯大会優勝者で、その美貌と華麗なファイトスタイルから「氷の貴公子」と呼ばれている。
海堂と並ぶ天才空手家と評されているが、本人はそういった類の話には全く興味が無い。何事に対しても真剣にならない冷めた性格だったが、突然現れた九十九の強さに触発されて奮起。未完成だった技・菩薩掌を完成させ、全日本異種格闘技選手権に出場する。
九十九との対戦では必殺の威力を持つ菩薩掌に加え、金的蹴りや目突き等も辞さない非情の攻撃で優位に立つが、虎砲を受け逆転を許してしまう。直後、一切の殺気や闘気を捨て去った「神の領域」に達するも、ダメージの蓄積により最後には頭部へ蹴りを受けて敗北した。
その後は「神の領域」に達した達成感から気持ちに整理が付かなくなり、第一線を離れる。しかし海外での九十九の活躍を知り、彼への挑戦権を海堂晃と争うべきか否か、禅寺での精神の修養を経て決意する。
不破 北斗（ふわ ほくと）
陸奥圓明流の分家、不破圓明流の伝承者。全日本異種格闘技選手権で優勝する事で不破圓明流の名を世に知らしめ、日本の格闘界を支配するという野心に満ち表舞台に現れた。九十九と同様、圓明流独特の道着を着ている。
登場当初は一介の無名選手扱いを受けていたが、準決勝で徹心と対戦した際に自身が圓明流の伝承者である事を告白。九十九には無い冷酷非情な性格、情け容赦の無い攻撃で圧倒し徹心の片目を失明させる。
その後決勝戦で九十九と対決。ここまでの試合で既に満身創痍の九十九を打ちのめし、陸奥には無い不破独自の奥義「神威」をもって瀕死の状態まで追い詰める。しかし最後は「不破には伝承されていない技」四門・朱雀を受け敗北、死亡した。

### 第三部
アリオス・キルレイン
「ブラックライトニング」「ザ・マシーン」の異名を持つヘヴィ級の天才プロボクサー。
スラムでひったくりで食い繋いでいた所を名トレーナーのエザード・ロスに見い出され、ボクシングの道に足を踏み入れる。エザードが死の直前まで鍛え続けた「エザード・ロスのラスト・サン」であり、自分がチャンピオンオブチャンピオンズになるというエザードの夢を叶えるためにリングに上がり続ける。
フランク・クラウザー
「プロレスの神様」の異名を取る往年の名プロレスラー。全日本異種格闘技選手権に参加した飛田高明の師匠で、飛田の応援のため日本に駆けつけ九十九と知り合う。九十九がアメリカに渡って以降は、九十九をテディ・ビンセントと引き合わせ、セコンドとしてテディと共に九十九のリングサイドに付くなど、様々なバックアップを行った。
テディ・ビンセント
数々の世界王者を育成したボクシングの名トレーナーであったが、教え子が試合で命を落としたのを機に引退していた。しかしクラウザーの連れてきた九十九にかつての情熱を呼び覚まされトレーナーとして復帰し、九十九のアリオス挑戦を手助けする。
「何も教えない、ただ火を点けるだけだ」と評されており、技術を教授するよりも選手の闘志を鼓舞することに長けている。
ジルコォー・マッイイツォ
インディアンの部族、ネズ・パース族の青年。かつて陸奥の一族に祖先を救われた恩に報いるために九十九の前に現れる。当初九十九は里に帰る様諭していたが、やがて道中への同行を許し、第四部以降は付き人として常に行動を共にしている。

### 第四部
レオン・グラシエーロ
グラシエーロ柔術の本家・グラシエーロ家の長男。
かつて無敗の王者としてヴァーリ・トゥードに君臨していたが、試合中に人を殺してしまい引退。以来ファベェーラの神父として子供達に柔術を教えながら、静かに生活を送っていた。しかし九十九との出会いを機に闘志が再燃、優勝賞金でファベェーラの子供達を救うため、現役復帰と大会出場を決意する。
イグナシオ・ダ・シルバ
神武館ブラジル支部所属の空手家。強くしなやかな巨体にパワーと技術を併せ持つ神武館南米チャンピオン。
一度はユースのブラジル代表となる程のサッカー選手だったが、あからさまなレフェリーの不正判定によって負けて悔しさに沈んでいる所を、神武館ブラジル支部長徳光将に空手の試合はレフェリーでは決まらないと勧誘され、空手家に転向する。

### 第弐門
羽生 つばさ（はにゅう つばさ）
「兵」主宰者。財界の大物を祖父に持つ令嬢で、20代という年齢ながらプロモーターとしての手腕に優れている。
それとは知らずに、台湾の暗殺者一族である「呂家」の人間を呼び寄せたり、自身の与り知らぬ所での決着を好まないからと海堂晃を帰国させるといった天性のトリックスター体質。
山田（やまだ）
羽生つばさの隣で解説等を務める飄々とした中年。唵の師匠もどき。「山田」は偽名で、本名は現（うつつ）。不破一族であり、極めて高い身体能力と格闘技の技術を持つが、不破圓明流の継承者ではないため「不破」の姓を自分で名乗ることはない。本人は陸奥や不破に必要とされる「鬼」を身に棲まわせていないと語る。
不破北斗の叔父であり、北斗の死をもって不破圓明流は終わったと公言する。実は陸奥九十九の父親でもある。
ケンシン・マエダ
第四部の最期で九十九が闘いに向かった人物。
九十九がその闘いの記憶を失ったため、「陸奥圓明流不敗の伝説」が継続しているのか途切れたのか判らず、九十九は「壊れた」状態となっていた。闘いの記憶は「THE APEX」決勝で取り戻される。
闘いの決着時点では生存しているが、物語の現時点（3年後）の生死は第弐門では描かれていないため不明。

## 作中に登場する流派
陸奥圓明流

1000年に亘りあらゆる剣豪や格闘者と相対し闘いを重ねてきたが、未だ一度の敗北を知らない一子相伝・門外不出の格闘術。生まれついた瞬間からの修練によってのみ習得可能であり、圓明流の家に生まれぬ者には業を真に用い奥義を使いこなす事は出来ない。
本家の陸奥圓明流の他、安土桃山時代に分家した不破圓明流がある。分派して以降は、互いの不敗の歴史が終わる事を恐れ、陸奥九十九と不破北斗が闘うまでの約400年間、両家が激突する事は無かった。
神武館
青年時代に陸奥真玄に敗れた龍造寺徹心が、打倒圓明流を誓って興した実戦空手の流派。現在は世界有数の格闘団体に成長しており、龍造寺巌、徳光将ら創設時からの高弟が世界中で普及に貢献している。
一般には投げ・関節技の基礎と、異種格闘技に対抗するための空手の技しか教えておらず、公式試合においても顔面への攻撃は反則である。しかし徹心と一部の高弟は圓明流を研究しており、圓明流の技を一部使うのみならず、対圓明流用の独自の技も用いる。
鬼道館
神武館と双璧を成す、日本空手界に於ける一大流派。鬼頭撻馬が館長を務める。顔面への打撃だけでなく投げ・関節技も認められており、その分神武館よりも実戦的であると喧伝している。美貌の全日本チャンピオン・片山右京を擁し、女性ファンが多い。
ピーカーブースタイル
エザード・ロスが教えていた独自のボクシングスタイル。両拳を常に顎の前で構えさせるため、防御に優れる。使いこなせるボクサーは限られているが、習得した選手は皆、ボクシング史上に残る名王者となっている。人体の各部に番号を振り、エザードの指示により順序よくそれらの箇所を打つナンバーシステムによって特訓を行う。現実でもピーカブースタイルとして存在する。
グラシエーロ柔術
ビクトル・グラシエーロがコンデ・コマ（前田光世）から受け継いだ柔術を基に編み出し、ブラジルの地で発展した格闘技。実在するグレイシー柔術がモチーフとなっている。関節を極めながらの投げ技など、柔道、グレイシー柔術等より古流柔術の一部に近い技術体系を持つ。グレイシー柔術の特徴である寝技のポジショニング技術に優れている描写は無い。様々な格闘技との対戦も視野に入れられており、グラシエーロ家はそれら技術の研鑽の場として、異種格闘技大会ヴァーリ・トゥードを主宰している。
コンデ・コマの流れを汲むブラジル格闘技を扱う構想は川原が以前より温めていたものであったが、第三部のボクシング編を終えて開始した連載時期がグレイシー柔術が話題となっていた時期と重なってしまったため、ブームに載って登場させたと捉えられる事もあった。

## ゲーム
2度のゲーム化がされている。
メガドライブ版
1992年8月7日発売。発売はセガ、開発元は、当時セガの子会社だったシムス。原作第二部までを題材にした、コマンドバトル式のアドベンチャーゲーム。原作ストーリーを忠実に再現しているため、原作の展開をそのままなぞるだけでクリアできる。逆に言えば原作を知らなければまずクリア出来ないストーリーとなっているため、ユーザーからは「原作が攻略本」と揶揄された。それでも操作性が抜群に良くやはり原作の再現度が高い点から良作として後世に名前が残っている。
マル勝メガドライブ新作ソフト誌上ロケーションテストでは55、80、75、75の285点。レビュアーは良くも悪くも原作に忠実に作られていてストーリーは判りにくく格好良い台詞があっても今一つ感激できず、ファミコンのサッカーゲームのような展開がユーザー層を外してしまった感があり、本来はもっと大容量の向きであればと残念な部分が多い、原作ファンなら楽しめるとした一方で原作を知らなくても面白くコマンドバトルは運も絡むが技が決まると気持ち良く、何度も見ると飽きるがビジュアルを駆使した技に男を感じるとした者もいた。
プレイステーション版
1998年4月2日発売。発売は講談社、制作はジャパンヴィステック。原作の人気キャラを用いた、3Dポリゴン方式の対戦型格闘ゲーム。使用キャラは、九十九、徹心、海堂、右京、飛田、イグナシオ、ハリス、レオンの8名。また隠しキャラとして、北斗、舞子、破壊王（キング・オブ・デストロイ）、ドルジ・アリウナー（原作者描き下ろしのオリジナルキャラクター）が登場する。
関節技を極められると以降その部位が動かなくなる、マウントポジションに持ち込めば相手を倒すまで一方的に攻撃できる等、独特のシステムが盛り込まれている。しかし『ファミ通』に掲載されたクロスレビューコーナーに於いては、4人のレビュアーより10点満点でそれぞれ2点、3点、3点、4点と極めて低い異例の評価を受けていた。ゲームとしての完成度も低く、ファミ通のクロスレビューで「超ヤバイ!!本当に完成品か?」、雑誌『ゲーム批評』で「8月29日から作り始めて出来上がった夏休みの宿題よりも酷い出来」と評され、プレイステーションのクソゲーの代名詞的存在となっている。
2018年のムックでも、あまりにもカクカクのポリゴンで描かれた人物が現われるオープニングムービー、原作の再現度の低いキャラクターの造形、全く軽快感に欠ける動作、レオンを選択すれば対戦相手が誰であってもマウントからの連続パンチでハメ倒せるゲームバランスの悪さなどから、PlayStation史上有数の駄作という趣旨の評価がされている。その完成度の低さから「テストプレイする時間もなかったのか」「『パラダイス学園』でギャルゲーを作れば、まだ川原正敏ファンにとっても嬉しかったかもしれない」などと書き立てられた。

## 派生作品
本作と世界設定を共有する派生作品が2作執筆されており、主に本編と並行する形で同時期に発表されている。詳細は各記事を参照。
陸奥圓明流外伝 修羅の刻
過去の陸奥圓明流の使い手が歴史の影で活躍する様を描いた歴史物。初期には本編との同時掲載もあったが、主に本編を一時休載してその間に一編を短期集中連載する形で発表された。第四部終了後の本編長期休載後も、同様に『海皇紀』を一時休載する形で断続的に発表が続けられた。
『弐門』終了後の『月刊少年マガジン』掲載の著者インタビューで「昭和編」の連載を予告している。
「昭和編」で本編第一話に繋がるという結末に落ち付いたが、著者はまだまだ描きたいネタあると発言しており、2019年には「東国無双編（狛彦）」および「西国無双編（虎彦）」が発表されている。
修羅の門異伝 ふでかげ
川原の出身地広島県を舞台としたサッカー漫画。陸奥九十九と死闘を演じた空手家として、本編第四部にも登場するイグナシオが登場している。川原の原作を飛永宏之が作画しており、『修羅の門 第弐門』と並行して連載されている。
陸奥圓明流異界伝 修羅の紋 ムツさんはチョー強い?!
川原正敏画業35周年記念作品として『月刊少年マガジン』2020年2月号にプロローグが読切掲載され、同年5月号より隔月連載を開始した。作画は甲斐とうしろう。魔法が存在する異世界に陸奥（記憶喪失のため下の名前は不明）が召喚されたという設定のコメディタッチの内容。2023年3月号から月刊連載化されている。

## 書誌情報

### 単行本
- 川原正敏『修羅の門』講談社〈月刊少年マガジンKC〉、全31巻
  1. 1987年10月17日第1刷発行（10月8日発売[公 1]）、ISBN 4-06-302221-8
  2. 1988年1月16日第1刷発行（1月13日発売[公 2]）、ISBN 4-06-302229-3
  3. 1988年4月16日第1刷発行（4月13日発売[公 3]）、ISBN 4-06-302238-2
  4. 1988年8月17日第1刷発行（8月17日発売[公 4]）、ISBN 4-06-302247-1
  5. 1988年12月17日第1刷発行（同日発売[公 5]）、ISBN 4-06-302257-9
  6. 1989年4月17日第1刷発行（4月13日発売[公 6]）、ISBN 4-06-302267-6
  7. 1989年7月17日第1刷発行（7月13日発売[公 7]）、ISBN 4-06-302276-5
  8. 1989年11月17日第1刷発行（11月14日発売[公 8]）、ISBN 4-06-302286-2
  9. 1990年4月17日第1刷発行（4月9日発売[公 9]）、ISBN 4-06-302297-8
  10. 1990年7月17日第1刷発行（7月12日発売[公 10]）、ISBN 4-06-302308-7
  11. 1991年3月16日第1刷発行（3月13日発売[公 11]）、ISBN 4-06-302325-7
  12. 1991年7月17日第1刷発行（7月12日発売[公 12]）、ISBN 4-06-302337-0
  13. 1991年11月16日第1刷発行（11月11日発売[公 13]）、ISBN 4-06-302348-6
  14. 1992年2月17日第1刷発行（2月13日発売[公 14]）、ISBN 4-06-302353-2
  15. 1992年7月17日第1刷発行（7月9日発売[公 15]）、ISBN 4-06-302365-6
  16. 1992年11月17日第1刷発行（11月9日発売[公 16]）、ISBN 4-06-302374-5
  17. 1993年3月17日第1刷発行（同日発売[公 17]）、ISBN 4-06-302384-2
  18. 1993年7月17日第1刷発行（同日発売[公 18]）、ISBN 4-06-302396-6
  19. 1993年11月17日第1刷発行（同日発売[公 19]）、ISBN 4-06-302408-3
  20. 1994年2月17日第1刷発行（同日発売[公 20]）、ISBN 4-06-302409-1
  21. 1994年7月15日第1刷発行（同日発売[公 21]）、ISBN 4-06-302437-7
  22. 1994年12月14日第1刷発行（11月17日発売[公 22]）、ISBN 4-06-302451-2
  23. 1995年4月17日第1刷発行（同日発売[公 23]）、ISBN 4-06-302468-7
  24. 1995年8月17日第1刷発行（同日発売[公 24]）、ISBN 4-06-302485-7
  25. 1995年11月16日第1刷発行（同日発売[公 25]）、ISBN 4-06-302495-4
  26. 1996年1月17日第1刷発行（同日発売[公 26]）、ISBN 4-06-333504-6
  27. 1996年5月16日第1刷発行（同日発売[公 27]）、ISBN 4-06-333518-6
  28. 1996年8月12日第1刷発行（同日発売[公 28]）、ISBN 4-06-333528-3
  29. 1996年11月15日第1刷発行（同日発売[公 29]）、ISBN 4-06-333541-0
  30. 1997年2月17日第1刷発行（同日発売[公 30]）、ISBN 4-06-333555-0
  31. 1997年5月16日第1刷発行（同日発売[公 31]）、ISBN 4-06-333570-4
- 川原正敏『修羅の門 第弐門』講談社〈月刊少年マガジンKC〉、全18巻
  1. 2011年3月17日第1刷発行（3月19日発売[公 32]）、ISBN 978-4-06-371276-6
  2. 2011年6月17日第1刷発行（同日発売[公 33]）、ISBN 978-4-06-371291-9
  3. 2011年9月16日第1刷発行（同日発売[公 34]）、ISBN 978-4-06-371299-5
  4. 2011年12月16日第1刷発行（同日発売[公 35]）、ISBN 978-4-06-371312-1
  5. 2012年3月16日第1刷発行（同日発売[公 36]）、ISBN 978-4-06-371325-1
  6. 2012年6月15日第1刷発行（同日発売[公 37]）、ISBN 978-4-06-371335-0
  7. 2012年10月17日第1刷発行（同日発売[公 38]）、ISBN 978-4-06-371344-2
  8. 2013年1月17日第1刷発行（同日発売[公 39]）、ISBN 978-4-06-371358-9
  9. 2013年4月17日第1刷発行（同日発売[公 40]）、ISBN 978-4-06-371370-1
  10. 2013年8月16日第1刷発行（同日発売[公 41]）、ISBN 978-4-06-371383-1
  11. 2014年1月17日第1刷発行（同日発売[公 42]）、ISBN 978-4-06-371401-2
  12. 2014年4月17日第1刷発行（同日発売[公 43]）、ISBN 978-4-06-371415-9
  13. 2014年7月17日第1刷発行（同日発売[公 44]）、ISBN 978-4-06-371429-6
  14. 2014年10月17日第1刷発行（同日発売[公 45]）、ISBN 978-4-06-371442-5
  15. 2015年1月16日第1刷発行（同日発売[公 46]）、ISBN 978-4-06-371452-4
  16. 2015年4月17日第1刷発行（同日発売[公 47]）、ISBN 978-4-06-371462-3
  17. 2015年7月17日第1刷発行（同日発売[公 48]）、ISBN 978-4-06-371476-0
  18. 2015年10月16日第1刷発行（同日発売[公 49]）、ISBN 978-4-06-371486-9

### 文庫版
- 川原正敏『修羅の門』講談社〈講談社漫画文庫〉、全15巻
  1. 2001年1月12日発行（1月9日発売[公 50]）、ISBN 4-06-260868-5
  2. 2001年1月12日発行（1月9日発売[公 51]）、ISBN 4-06-260869-3
  3. 2001年2月9日発行（2月6日発売[公 52]）、ISBN 4-06-260913-4
  4. 2001年2月9日発行（2月6日発売[公 53]）、ISBN 4-06-260914-2
  5. 2001年3月9日発行（3月6日発売[公 54]）、ISBN 4-06-260937-1
  6. 2001年3月9日発行（3月6日発売[公 55]）、ISBN 4-06-260938-X
  7. 2001年4月12日発行（4月9日発売[公 56]）、ISBN 4-06-260967-3
  8. 2001年4月12日発行（4月9日発売[公 57]）、ISBN 4-06-260968-1
  9. 2001年5月11日発行（5月8日発売[公 58]）、ISBN 4-06-260987-8
  10. 2001年5月11日発行（5月8日発売[公 59]）、ISBN 4-06-260988-6
  11. 2002年1月11日発行（1月8日発売[公 60]）、ISBN 4-06-360150-1
  12. 2002年2月8日発行（2月5日発売[公 61]）、ISBN 4-06-360184-6
  13. 2002年2月8日発行（2月5日発売[公 62]）、ISBN 4-06-360185-4
  14. 2002年3月12日発行（3月7日発売[公 63]）、ISBN 4-06-360200-1
  15. 2002年3月12日発行（3月7日発売[公 64]）、ISBN 4-06-360201-X